# Rötlbach
Der Rötlbach in Oberbayern ist der wichtigste Zufluss zum Starnberger See auf dessen Westseite.
Der Bach speist sich aus zahlreichen Gräben und Seen im Eberfinger Drumlinfeld, unter anderem Auweiher, Gallaweiher und Bernrieder Weiher. Ab dem Weiler Karra verläuft der Hauptast des Baches in nordöstlicher Richtung bis zu seiner Mündung im Karpfenwinkel in der Starnberger See.